# 324 Bamberga
Bamberga (asteroide 324) é um asteroide da cintura principal com um diâmetro de 229,44 quilómetros, a 1,77512399 UA. Possui uma excentricidade de 0,33825156 e um período orbital de 1 604,71 dias (4,39 anos).
Bamberga tem uma velocidade orbital média de 18,18548393 km/s e uma inclinação de 11,10714709º.
Este asteroide foi descoberto em 25 de Fevereiro de 1892 por Johann Palisa.